# Енакиевская синагога
Енакиевская синагога — религиозная постройка, которая находилась в городе Енакиево.

## История
В начале XX века на добровольные взносы евреев была построена синагога, с того времени в ней городская община начала отмечать Песах, Суккот, Пурим и другие религиозные праздники.
Синагога была закрыта в 1930 году, а её помещение передано аэроклубу. Впоследствии там расположился кинотеатр «Красный шахтер».
В 1949 году здание синагоги, по проекту архитектора П. Русинова, перестроили в драматический театр, который действовал до 1959 года.